# Большинське сільське поселення (Ростовська область)
Большинське сільське поселення — муніципальне утворення у Тарасовському районі Ростовської області. 
Адміністративний центр поселення — слобода Большинка.
Населення - 1487 осіб (2010 рік).

## Географія
Большинське сільське поселення розташоване на крайньому сході Тарасовського району у долині Великої, - лівої притоки Калитви, лівої притоки Сіверського Дінця.
На поселенні розташовані нежитлові поселення Захаровка, Культура й лісгосп Большинський; балки Оріхова, Курича, Панська, Четвертна, Гирина, Аніськина, Водяна; озера: Довге, Оріхове, Калмицька, ; курган Гирин.
Поселення пов'язане автошляхом Тарасовський - Большинка.

## Адміністративний устрій
До складу Большинського сільського поселення входять:
- слобода Большинка - 1453 особи (2010 рік);
- хутір Гірино - 28 осіб (2010 рік);
- хутір Каширін - 6 осіб (2010 рік).

## Історія

### Слобода Большинка
Населена військовим отаманом Степаном Єфремовим близько 1752 року українцями, яких на 1763 рік було 113 осіб чоловічої статі. На 1782 рік у Большинці мешкало 967 українців у 160 дворах.

### Хутір Гирино
Хутір Гирино на 1921 рік був у складі Большинської волості разом зі слободою Большинською, хуторами Дубовий, Гирино, Ринки. За переписом 1925 року на хуторі Гирино в 4 верстах від Большинська було 212 дворів, в яких мешкало 612 чоловіків й 678 жінок.

### Хутір Каширін
Хутір Каширін - за переписом 1925 року на хуторі Каширін у 10 верстах від Большинська було 9 дворів, у яких проживало 33 чоловіків й 35 жінок.